# Catocala engelhardti
Catocala engelhardti är en fjärilsart som beskrevs av Lemmer 1937. Catocala engelhardti ingår i släktet Catocala och familjen nattflyn. Inga underarter finns listade i Catalogue of Life.